# Echidna (género)
Echidna es un género de peces de la familia Muraenidae  del orden de los Anguilliformes.

## Especies
- Echidna amblyodon Bleeker, 1856
- Echidna catenata  Bloch, 1795.[1]
- Echidna delicatula Kaup, 1856
- Echidna leucotaenia Schultz, 1943.[2]
- Echidna nebulosa Ahl, 1789.[3]
- Echidna nocturna Cope, 1872
- Echidna peli Kaup, 1856
- Echidna polyzona Richardson, 1845[4]
- Echidna rhodochilus Bleeker, 1863
- Echidna unicolor Schultz, 1953
- Echidna xanthospilos Bleeker, 1859)